# Clemente Biondetti
Clemente Biondetti (Buddusò, 18 novembre 1898 – Firenze, 24 febbraio 1955) è stato un pilota automobilistico italiano. È il pilota che detiene il record assoluto di vittorie alla Mille Miglia di velocità: 4 (1938, 1947, 1948 e 1949). Oltre alle 4 Mille Miglia fece sue anche 2 Targa Florio (1948, 1949).

## Biografia
Nato in Sardegna, a Buddusò, dove il padre Ettore lavorava come orologiaio e si era sposato (1872) con Fiorentina Dei, anch'essa discendente da una famiglia di origine toscana di estrazione operaia (i nonni Pietro Dei e Rosa Ricci provenivano da Pratovecchio, (Ar); il padre Giuseppe aveva sposato nel 1872 Maria Antonia Pedde).

### Gli esordi nel professionismo tra moto ed automobili (1923-1930)
Clemente Biondetti si appassiona al mondo dei motori da giovanissimo, a Firenze, nell’officina di Roberto Barsanti e nel bar di via Tornabuoni dove erano soliti ritrovarsi anche i conti Carlo e Giulio Masetti, il marchese Niccolini, il conte Gastone Brilli-Peri ed Emilio Materassi.
Come altri campioni del periodo, Tazio Nuvolari e Achille Varzi in testa, Biondetti iniziò a correre in moto nel 1923, su una Moto Galloni 500 comprata con tutti i suoi risparmi. Il debutto arrivò alla Sassi - Superga e la prima vittoria di classe alla Vermicino - Rocca di Papa su una Galloni 750. Nel biennio successivo gareggiò con una Norton 500, poi su una Excelsior 350 e una A.J.S. 350, con cui si aggiudicò il Campionato Pisano 1925.
Passò all'automobilismo solo nel 1927 dopo un gravissimo incidente al circuito motociclistico di Ostia che lo lasciò infermo per un anno con 24 fratture. Iniziò su una Salmson con cui nel 1929 si laureò Campione Italiano 1100, poi passò alla Bugatti e ottenne la sua prima vittoria assoluta alla cronoscalata delle Colline Pistoiesi 1929 su una Bugatti Tipo 40 e vinse la Coppa della Consuma 1930 ad oltre 85 km/h di media. Sempre nel 1930, grazie anche ad altre vittorie, vinse il titolo di Campione Italiano 1500.

### La Maserati e la M.B. (1931-1936)

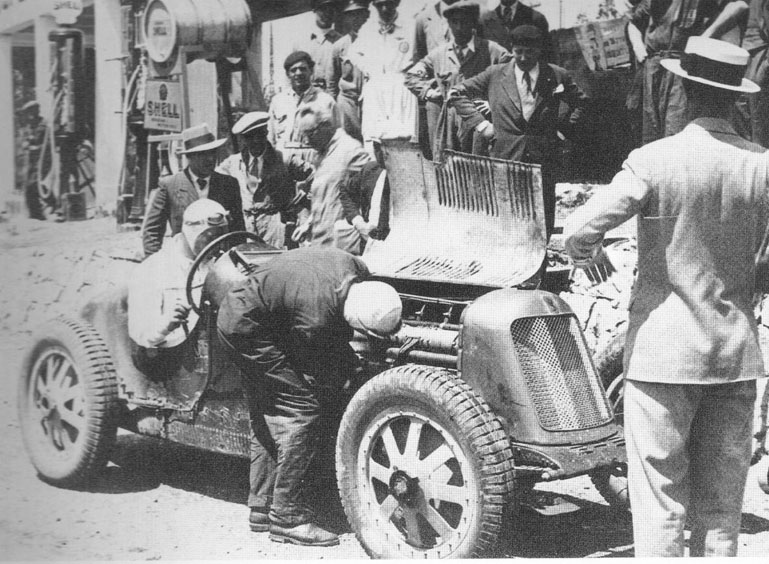
La Maserati-Bugatti (MB) di Clemente Biondetti durante una sosta ai box alla Targa Florio 1932

Grazie a questi risultati nel 1931 venne ingaggiato dalla Maserati, con cui ottenne due terzi posti a Roma e Montlhéry nonostante la scarsa competitività del mezzo. Tra il 1931 e il 1936 insieme al conte e collega Premoli si dedicò a costruire e a portare in gara una vettura da Gran Premio dotata di telaio Bugatti e motore Maserati battezzata M.B. (Maserati - Bugatti). Sia Premoli sia Biondetti gareggiarono in contemporanea in diverse gare utilizzando almeno due versioni di questo ibrido.

### L'Alfa Romeo e l'Alfa Corse (1936-1940)
Nel 1936 prese parte alla sua prima Mille Miglia su un'Alfa Romeo Tipo B P3 biposto in coppia con Cerasa, ottenendo un buon 4º posto assoluto. A quel punto venne ingaggiato ufficialmente dall'Alfa Romeo, correndo sulle vetture italiane più in auge del tempo, con cui battagliò ad armi impari anche in campo internazionale, senza ottenere successi di rilievo. Dopo uno sfortunato ritiro nel 1937 nel 1938 vinse la sua prima Mille Miglia in coppia con Aldo Stefani stabilendo una nuova media record (135,391 km/h), che resistette fino all’edizione del 1953, al volante di un'Alfa Romeo 8C 2900 B MM spider Touring con motore da gran premio.

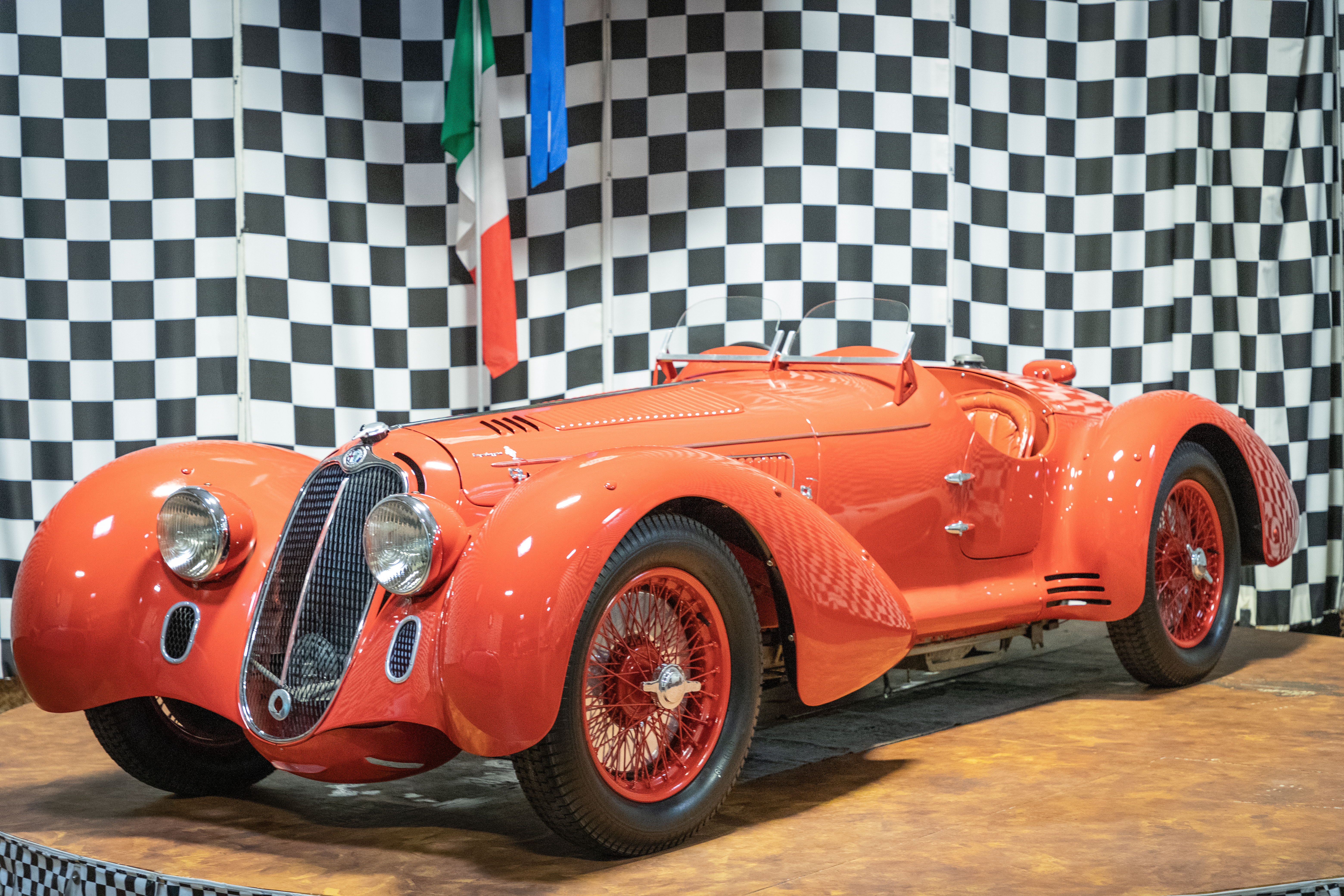
L'Alfa Romeo 8C 2900B MM Spider Touring con cui Biondetti trionfò alla Mille Miglia 1938

Dopo quella vittoria Enzo Ferrari, capo dell'Alfa Corse, gli affidò insieme all'asso francese Raymond Sommer l'unica Alfa Romeo iscritta alla 24 ore di Le Mans, una vettura unica dotata con carrozzeria berlinetta realizzata dalla carrozzeria Touring passata alla storia come Alfa Romeo 8C 2900B berlinetta Speciale Le Mans Touring e conservata oggi al Museo Storico Alfa Romeo. Purtroppo per loro dopo aver guidato la corsa fino a 4 ore dal termine con largo vantaggio un guasto al motore li costrinse al ritiro, Biondetti addirittura spinse da solo la vettura ai box per ben 4 km ma non ci fu nulla da fare e la vittoria andò alla Delahaye 135 CS.
Nel 1939 vinse la Coppa Acerbo sul circuito di Pescara e si classificò 2º al Gran Premio di Svizzera prima di classificarsi 4º assoluto alla Mille Miglia 1940 su una Alfa Romeo 6C 2500 tipo 256 Spider Touring, sempre in coppia con Aldo Stefani. A quel punto anche l'Italia entrò in guerra e le competizioni motoristiche furono sospese.

### Dopo la seconda guerra mondiale e la Ferrari (1947-1949)

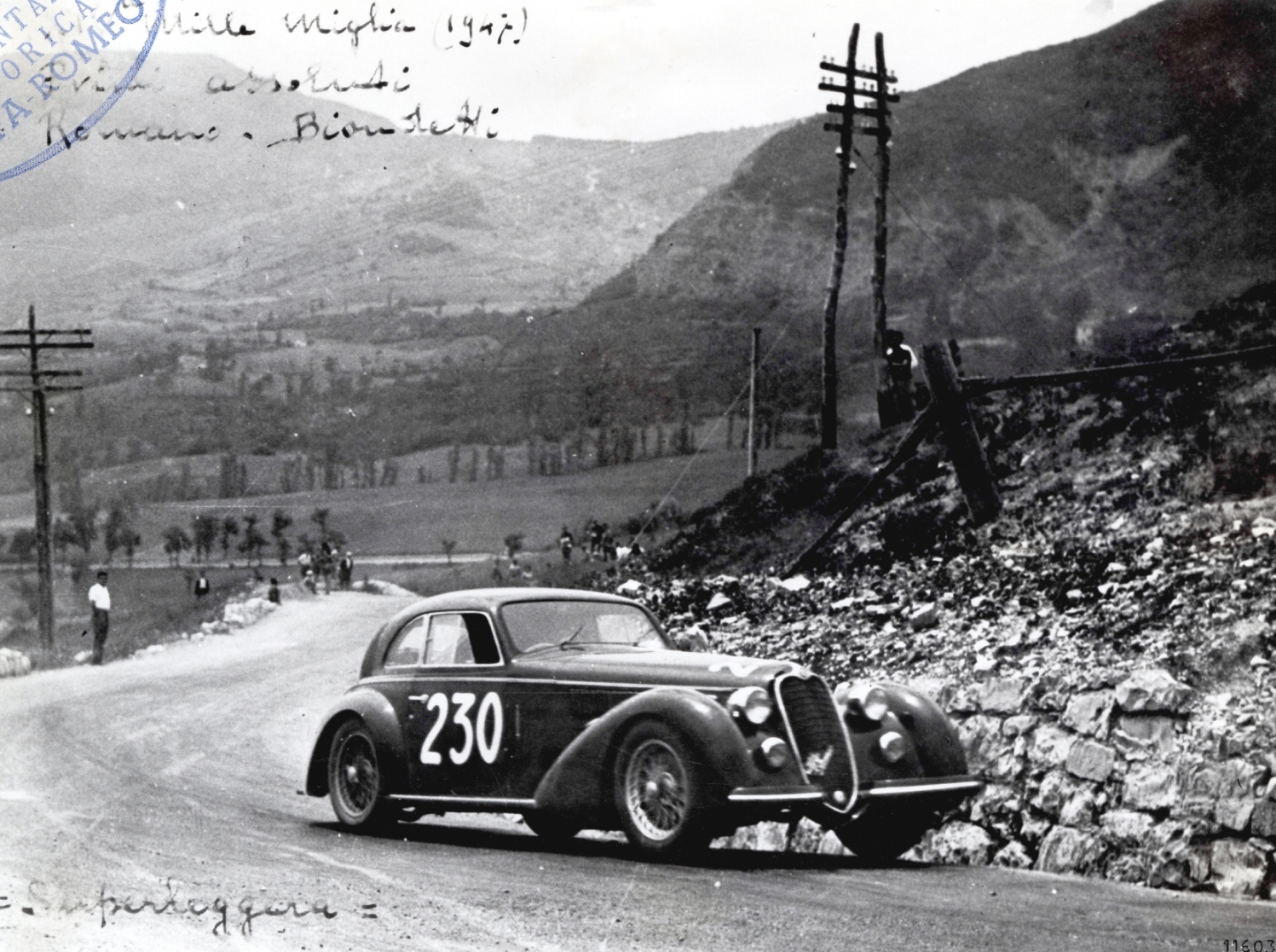
L'Alfa Romeo 8C 2900 B Lungo Berlinetta Touring del 1938 guidata da Clemente Biondetti ed Emilio Romano vincitrice della Mille Miglia 1947

Al termine della seconda guerra mondiale Biondetti si recò a Brescia in treno e durante la punzonatura incontrò Emilio Romano, che aveva iscritto una 8C 2900 B corto berlinetta Touring privata dei compressori ed era in cerca di un pilota. Fecero l'accordo, partirono e vinsero, dopo un lungo duello con la Cisitalia 202 Spider MM di Tazio Nuvolari che guidò la gara fino a che un acquazzone non li costrinse a rallentare; proprio dove Biondetti su una vettura chiusa continuava senza sosta.

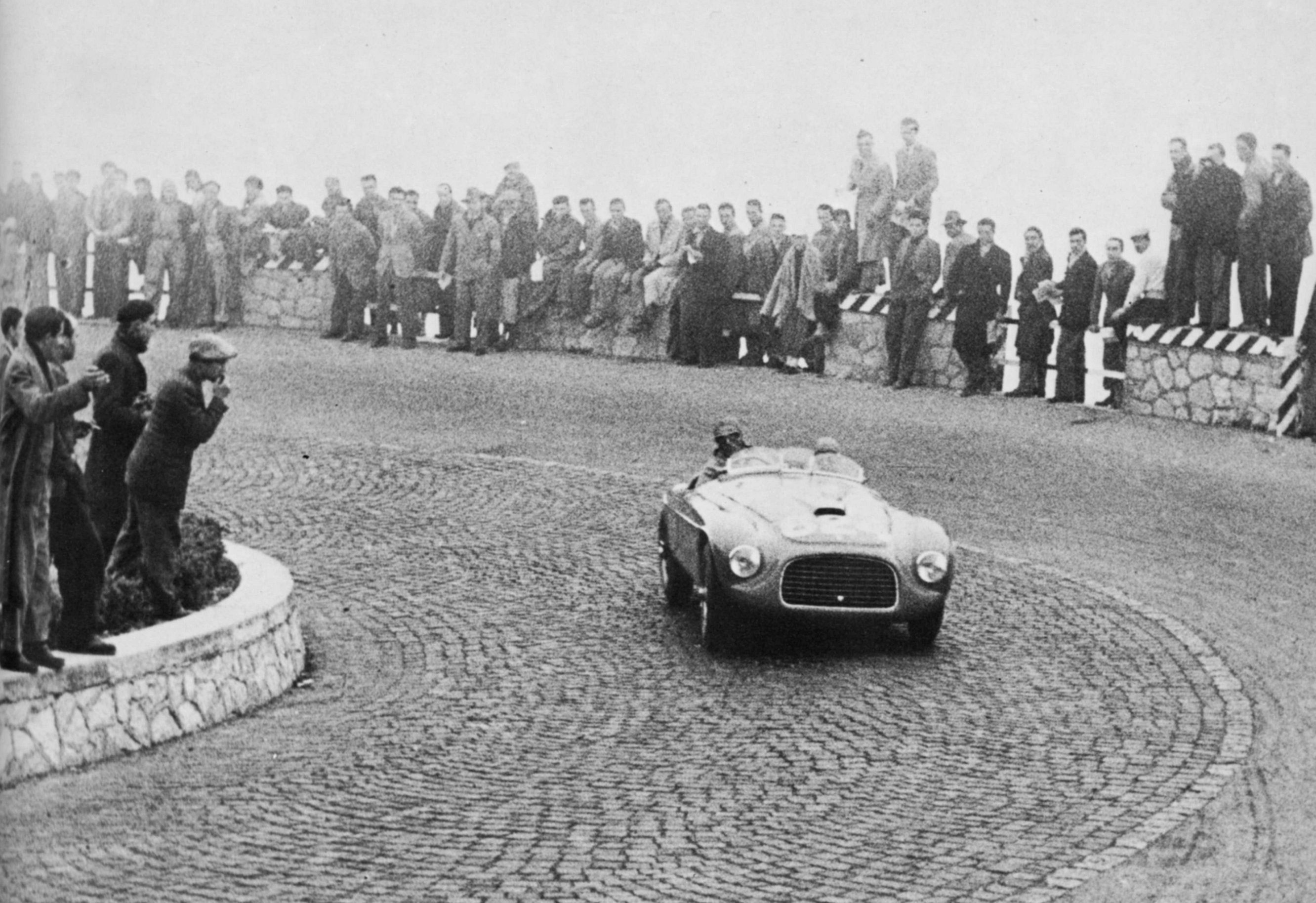
La Ferrari 166 MM barchetta Touring di Clemente Biondetti ed Ettore Salani sulla strada per la vittoria alla Mille Miglia il 24 Aprile 1949

A quel punto venne ingaggiato dalla neonata Ferrari e contribuì a consolidarne la fama in campo nazionale ed internazionale con una serie di importanti vittorie nel biennio 1948-49 che rappresentarono il culmine della carriera del pilota toscano.
Alla guida di una Ferrari 166 S Spider Allemano vinse la Targa Florio insieme a Igor Troubetzkoy e la Mille Miglia 1948 in coppia con Giuseppe Navone a bordo di un'altra 166 S berlinetta Allemano. Queste furono entrambe le prime vittorie di una Ferrari a due delle più prestigiose gare nazionali. L'anno successivo ottenne la sua quarta ed ultima affermazione alla Mille Miglia 1949 su una nuova Ferrari 166 MM barchetta Touring insieme ad Ettore Salani. Sempre nel 1949 vinse di nuovo la Targa Florio su una Ferrari 166 MM in coppia con Aldo Benedetti.

### Dal 1950 fino alla scomparsa (1950-1955)

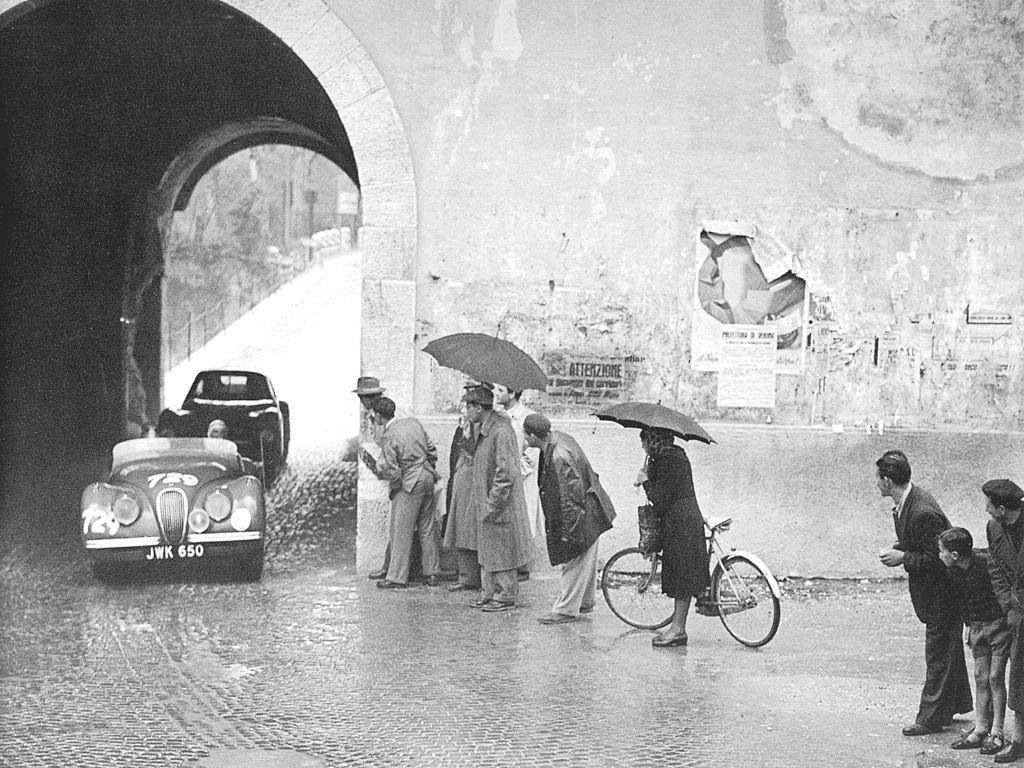
La Jaguar XK120 di Clemente Biondetti e Gino Bronzoni alla Mille Miglia 1950 dove giunsero 8°

Contrariato per la marginalità cui le case italiane lo relegavano (a detta sua veniva considerato un pilota di seconda fascia) nel 1950 venne ingaggiato da "Lofty" England, ingegnere a capo della divisione sportiva della Jaguar, per correre sulle nuove Jaguar XK 120 OTS nelle gare su strada, in particolare Targa Florio e Mille Miglia. Alla Jaguar serviva infatti un pilota in grado di migliorare l'affidabilità delle vetture inglesi, e la scelta cadde su Biondetti per le sue abilità meccaniche, oltre che per quelle da stradista. La Targa Florio di quell'anno si concluse con un ritiro mentre si trovava in buona posizione e alla Mille Miglia, dove tutte le altre Jaguar si ritirarono, concluse all'8º posto assoluto dopo una serie di piccoli guasti.
Grazie a questo piazzamento ottenne dalla Jaguar il motore da competizione che montò sul telaio di una Ferrari 166 S per prendere parte al Gran Premio d'Italia 1950, la sua unica partecipazione al Campionato mondiale di Formula 1, con l'auto che lui chiamò Jaguar-Biondetti Special. Tuttavia, in qualifica si classificò solo venticinquesimo (e ultimo), a 32 secondi dal poleman Juan Manuel Fangio, mentre in gara si ritirò al diciassettesimo giro per un guasto al motore, mentre occupava la diciassettesima posizione. Con quest'auto, successivamente, il corridore toscano vinse la Firenze-Fiesole 1951 e si presentò al via della Mille Miglia, ritirandosi dopo pochi chilometri, come all'edizione 1952 dove corse su una Ferrari 225S in coppia con Ercoli.
Nel 1953 la Lancia, che aveva messo su una squadra ufficiale, lo ingaggiò in vista della Mille Miglia e Biondetti, in coppia con Barovero, li ripagò portando la sua Lancia D20 all'8º posto. Il piazzamento sarebbe potuto essere ancora migliore se in vista dal traguardo non si fosse rotto l'albero di trasmissione e lui e il copilota avessero dovuto spingere la macchina fino al traguardo per 6 km. Nello stesso anno, alla guida di una Lancia Aurelia, ottenne una delle sue ultime vittorie alla Coppa della Toscana del 1953. Nel 1954, la sua ultima stagione di gare, vinse la 6 Ore di Bari e arrivò 2° al Giro delle Calabrie, 4° alla Mille Miglia, al Giro d’Italia e alla 12 Ore di Reims, in coppia con Masten Gregory su una Ferrari 375 MM, e 5° alla Targa Florio.
A quel punto, già conscio da un anno di avere il cancro alla gola che lo avrebbe portato alla morte, si ritirò dalle gare e l'anno successivo morì nella sua Firenze. Riposa nella tomba di famiglia nel cimitero di Trespiano.

## Eredità

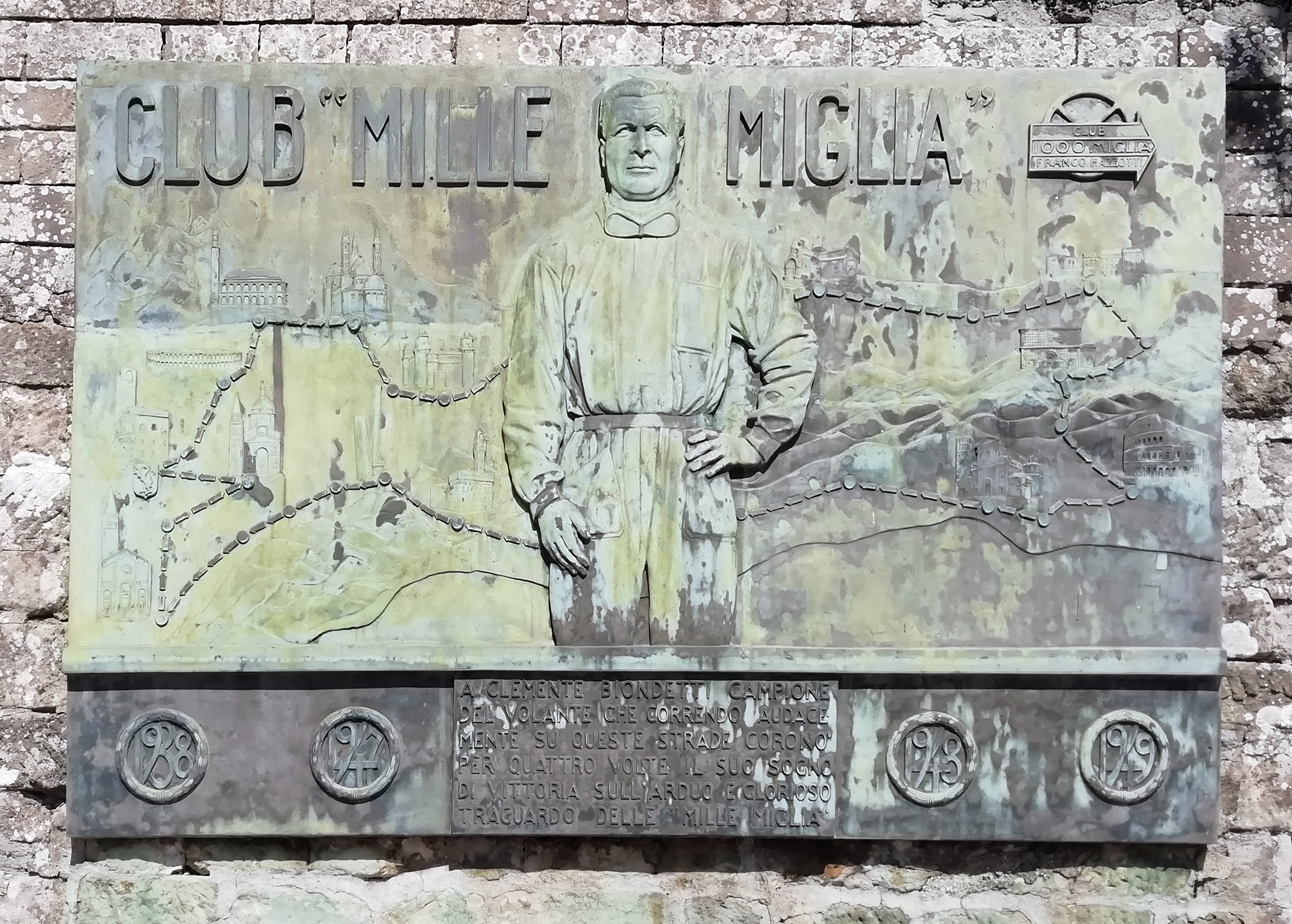
Targa commemorativa al Passo della Futa

Gli sono state intitolate le curve 13 e 14 dell'Autodromo internazionale del Mugello, chiamate appunto Biondetti 1 e Biondetti 2.
Una targa commemorativa lo ricorda al Passo della Futa. 

## Risultati

### Formula 1
| 1950 | Scuderia           | Vettura       |  |  |  |  |  |  |     | Punti | Pos. |
| ---- | ------------------ | ------------- |  |  |  |  |  |  | --- | ----- | ---- |
| 1950 | Clemente Biondetti | Ferrari 166 S |  |  |  |  |  |  | Rit | 0     |      |

| Legenda | 1º posto     | 2º posto | 3º posto    | A punti         | Senza punti/Non class.  | Grassetto – Pole position Corsivo – Giro più veloce |
| Legenda | Squalificato | Ritirato | Non partito | Non qualificato | Solo prove/Terzo pilota | Grassetto – Pole position Corsivo – Giro più veloce |

### Campionato europeo di automobilismo
| 1931    | Scuderia           | Vettura                                 | ITA | FRA | BEL |     |     |   |   | Punti | Posizione |
| ------- | ------------------ | --------------------------------------- | --- | --- | --- | --- | --- | - | - | ----- | --------- |
| 1931    | Maserati           | Maserati Tipo 26 M                      |     | 3   |     |     |     |   |   | 19    | 12º       |
| 1936    | Scuderia           | Vettura                                 | MON | GER | SVI | ITA |     |   |   | Punti | Posizione |
| 1936    | Scuderia Maremmana | Maserati 6C 34                          |     |     | Rit | Rit |     |   |   | 29    | 25º       |
| 1937    | Scuderia           | Vettura                                 | BEL | GER | MON | SVI | ITA |   |   | Punti | Posizione |
| 1937    | Scuderia Maremmana | Maserati 6C 34                          | -   | -   | Rit | -   | -   | - | - | 34    | 15º       |
| 1937    | Scuderia Ferrari   | Alfa Romeo 12C 36                       | -   | -   | -   | -   | Rit | - | - | 34    | 15º       |
| 1938    | Scuderia           | Vettura                                 | FRA | GER | SVI | ITA |     |   |   | Punti | Posizione |
| 1938    | Alfa Corse         | Alfa Romeo Tipo 312 Alfa Romeo Tipo 316 |     | Rit |     | 4   |     |   |   | 27    | 13º       |
| 1939    | Scuderia           | Vettura                                 | BEL | FRA | GER | SVI |     |   |   | Punti | Posizione |
| 1939    | Alfa Corse         | Alfa Romeo 158                          |     |     |     | 9   |     |   |   | 28    | 16º       |
| Legenda |                    |                                         |     |     |     |     |     |   |   |       |           |

### Gran Premi di automobilismo
| 1933    | Scuderia       | Vettura                      | MON | FRA | BEL | ITA | SPA | Posizione |
| ------- | -------------- | ---------------------------- | --- | --- | --- | --- | --- | --------- |
| 1933    | Pilota privato | MB Speciale Maserati 8C 3000 |     |     |     | Rit |     | -         |
| 1948    | Scuderia       | Vettura                      | MON | SVI | FRA | ITA | GBR | Posizione |
| 1948    | Scuderia Inter | Ferrari 166 C                |     | Rit |     |     |     | -         |
| 1949    | Scuderia       | Vettura                      | GBR | BEL | SVI | FRA | ITA | Posizione |
| 1949    | Luigi Platé    | Talbot Darracq 700           | -   | -   | Rit | -   | -   | -         |
| 1949    | A. de Filippis | Maserati 4CLT/48             | -   | -   | -   | -   | Rit | -         |
| Legenda |                |                              |     |     |     |     |     |           |

### Campionato mondiale vetture sport
| 1953 | Scuderia           | Vettura        | Stati Uniti (bandiera) | Italia (bandiera)      | Francia (bandiera) | Belgio (bandiera)  | Germania Ovest (bandiera) | Regno Unito (bandiera) | Messico (bandiera) |
| ---- | ------------------ | -------------- | ---------------------- | ---------------------- | ------------------ | ------------------ | ------------------------- | ---------------------- | ------------------ |
| 1953 | Lancia             | Lancia D20     |                        | 8                      | Rit                |                    |                           |                        |                    |
| 1954 | Scuderia           | Vettura        | Argentina (bandiera)   | Stati Uniti (bandiera) | Italia (bandiera)  | Francia (bandiera) | Regno Unito (bandiera)    | Messico (bandiera)     |                    |
| 1954 | Clemente Biondetti | Ferrari 250 MM |                        |                        | 4                  |                    |                           |                        |                    |

### 24 Ore di Le Mans
| Anno | Classe | N° | Gomme | Vettura                                                      | Squadra         | Co-piloti             | Giri | Pos. Assol. | Pos. di Classe |
| ---- | ------ | -- | ----- | ------------------------------------------------------------ | --------------- | --------------------- | ---- | ----------- | -------------- |
| 1938 | 5.0    | 19 | D     | Alfa Romeo 8C 2900 B Touring Alfa Romeo 2.9L Supercharged I8 | Raymond Sommer  | Raymond Sommer        | 219  | Rit         | Rit            |
| 1951 | S 5.0  | 23 | D     | Jaguar XK120C Biondetti Special Jaguar 3.4L I6               | Jaguar Cars Ltd | Leslie Johnson        | 50   | Rit         | Rit            |
| 1953 | S 8.0  | 63 | P     | Lancia D20 Lancia 2.7L Compresseur V6                        | Scuderia Lancia | José Froilán González | 213  | Rit         | Rit            |

### Mille Miglia
| Anno    | Scuderia           | Costruttore | Vettura                                    | Numero | Categoria          | Classe    | Co-Pilota       | Risultato assoluto | Risultato di classe |
| ------- | ------------------ | ----------- | ------------------------------------------ | ------ | ------------------ | --------- | --------------- | ------------------ | ------------------- |
| 1929    |                    | Salmson     | Salmson 1100                               | 31     | Sport              | S 1.1     | Mario Moradei   | NP                 | NP                  |
| 1936    |                    | Alfa Romeo  | Alfa Romeo Tipo B P3 Biposto               | 84     | ?                  | +2.0c     | Cerasa          | 4º                 | 4º                  |
| 1937    | Scuderia Ferrari   | Alfa Romeo  | Alfa Romeo 8C 2900 A spider "botticella"   | 141    | Sport              | S +2.0    | P. Mazzetti     | Rit                | Rit                 |
| 1938    | Alfa Corse         | Alfa Romeo  | Alfa Romeo 8C 2900 B MM Spider Touring     | 143    | Sport              | S3.s/4.5  | Aldo Stefani    | 1º                 | 1º                  |
| 1940    | Alfa Corse         | Alfa Romeo  | Alfa Romeo 6C 2500 tipo 256 Spider Touring | 79     | ?                  | 3.0       | Aldo Stefani    | 4º                 | 2º                  |
| 1947    | Emilio Romano      | Alfa Romeo  | Alfa Romeo 8C 2900 B Berlinetta Touring    | 230    | Sport              | S 3.0     | Emilio Romano   | 1º                 | 1º                  |
| 1948    | Scuderia Ferrari   | Ferrari     | Ferrari 166S Coupé Allemano                | 16     | Sport              | S 2./+2.0 | Giuseppe Navone | 1º                 | 1º                  |
| 1949    | Scuderia Ferrari   | Ferrari     | Ferrari 166MM Barchetta Touring            | 624    | Sport              | S +1.1    | Ettore Salani   | 1º                 | 1º                  |
| 1950    | Clemente Biondetti | Jaguar      | Jaguar XK120                               | 729    | Sport              | S +2.0    | Gino Bronzoni   | 8º                 | 5º                  |
| 1951    | Jaguar Cars        | Jaguar      | Jaguar 3400 Speciale                       | 437    | Sport/Gran Turismo | S/GT +2.0 | Contini         | Rit                | Rit                 |
| 1952    | Squadra Guastalla  | Ferrari     | Ferrari 225S Spider Vignale                | 622    | Sport              | S +2.0    | G. Ercoli       | Rit                | Rit                 |
| 1953    | Scuderia Lancia    | Lancia      | Lancia D20                                 | 616    | Sport              | S 2.0     | Enrico Barovero | 8º                 | 7º                  |
| 1954    | Clemente Biondetti | Ferrari     | Ferrari 250MM Vignale                      | 601    | Sport              | S +2.0    |                 | 4º                 | 2º                  |
| Legenda |                    |             |                                            |        |                    |           |                 |                    |                     |

### Targa Florio
| Anno    | Scuderia           | Costruttore      | Vettura                       | Numero | Categoria | Classe       | Co-Pilota        | Giri | Risultato assoluto | Risultato di classe |
| ------- | ------------------ | ---------------- | ----------------------------- | ------ | --------- | ------------ | ---------------- | ---- | ------------------ | ------------------- |
| 1928    | Clemente Biondetti | Salmson          | Salmson 1.1                   | 76     | ?         | 1.1          |                  | 2    | Rit                | Rit                 |
| 1929    | Clemente Biondetti | Salmson          | Salmson 1.1                   | 56     | ?         | 1.1          |                  | 2    | Rit                | Rit                 |
| 1931    | Maserati           | Maserati         | Maserati 26 M 2.5             | 6      | Corsa     | senza limiti |                  | 2    | Rit                | Rit                 |
| 1932    | Clemente Biondetti | Maserati-Bugatti | Maserati-Bugatti Speciale 2.5 | 11     | Corsa     | senza limiti |                  | 4    | Rit                | Rit                 |
| 1948    | Scuderia Inter     | Ferrari          | Ferrari 166 S Allemano        | 36     | Sport     | S 2.0        | Igor Troubetzkoy | 1    | 1º                 | 1º                  |
| 1949    | Scuderia Inter     | Ferrari          | Ferrari 166 SC                | 344    | Sport     | S +1.1       | Aldo Benedetti   | 1    | 1º                 | 1º                  |
| 1950    | Clemente Biondetti | Jaguar           | Jaguar XK120                  | 501    | Sport     | S +2.0       | Gino Bronzoni    | 1    | Rit                | Rit                 |
| 1954    | Scuderia Ferrari   | Ferrari          | Ferrari 250 MM                | 82     | Sport     | S +2.0       |                  | 8    | 5º                 | 3º                  |
| Legenda |                    |                  |                               |        |           |              |                  |      |                    |                     |

### Coppa Acerbo
| Anno    | Scuderia           | Costruttore | Vettura            | Numero | Categoria | Classe | Co-Pilota         | Giri | Risultato assoluto | Risultato di classe |
| ------- | ------------------ | ----------- | ------------------ | ------ | --------- | ------ | ----------------- | ---- | ------------------ | ------------------- |
| 1930    | Scuderia Materassi | Talbot      | Talbot T700        | 10     | -         | -      |                   | 5    | Rit                | Rit                 |
| 1931    |                    | Bugatti     | Bugatti T 35C      | 78     | -         | -      |                   | 4    | Rit                | Rit                 |
| 1932    | Clemente Biondetti | Maserati    | Maserati 8C-2500   | 18     | -         | -      |                   | 12   | 8º                 | 8º                  |
| 1936    | Scuderia Maremmana | Maserati    | Maserati 8CM       | 32     | -         | -      |                   | 4    | Rit                | Rit                 |
| 1938    | Alfa Corse         | Alfa Romeo  | Alfa Romeo 312     | 38     | -         | -      |                   | 1    | Rit                | Rit                 |
| 1939    | Alfa Corse         | Alfa Romeo  | Alfa Romeo 158     | 44     | -         | -      |                   | 14   | 1º                 | 1º                  |
| 1948    | Scuderia Inter     | Ferrari     | Ferrari 166 SC     | 9      | -         | -      |                   | 0    | Rit                | Rit                 |
| 1949    | Clemente Biondetti | Ferrari     | Ferrari 166 SC     | 26     | Sport     | S +1.1 |                   | 18   | 7º                 | 5º                  |
| 1950    | Clemente Biondetti | Ferrari     | Ferrari 166-Jaguar | 14     | ?         | ?      |                   | 8    | Rit                | Rit                 |
| 1952    | Franco Cornacchia  | Ferrari     | Ferrari 212 MM     | 5      | Sport     | S +2.0 | Franco Cornacchia | 60   | 2º                 | 2º                  |
| Legenda |                    |             |                    |        |           |        |                   |      |                    |                     |

### Gare extra campionato
| Anno    | Vettura    | 1       | 2       | 3       | 4       | 5       | 6       | 7       |
| ------- | ---------- | ------- | ------- | ------- | ------- | ------- | ------- | ------- |
| 1928    | Salmson    | TRI 2   | TGF Rit | MUG 12  | CMO 6   |         |         |         |
| 1929    | Salmson    | TRI 1   | TGF Rit | ROM 11  |         |         |         | CRE Rit |
| 1929    | Bugatti    |         |         |         | MUG 7   | CMO 17  | MNZ NQ  |         |
| 1930    | Salmson    | TRI 3   |         |         |         |         |         |         |
| 1930    | Talbot     |         | MON Rit | ROM 4   |         |         | CAC Rit |         |
| 1930    | Bugatti    |         |         |         | CMO Rit |         |         |         |
| 1931    | Maserati   | TRI Rit | MON 7   | TGF Rit | ROM 3   | CMO Rit | CAC Rit |         |
| 1932    | Maserati   | TGF Rit | MNZ NP  | CMO Rit | CAC 8   | MNZ Rit |         |         |
| 1932    | Bugatti    | TGF Rit |         |         |         |         |         |         |
| 1933    | Maserati   | TRI Rit | REI Rit | CMO Rit | MNZ 6   |         |         |         |
| 1934    | Maserati   | TRI 5   | BRE 8   |         |         |         |         |         |
| 1936    | Alfa Romeo | MIL 6   | CAC Rit |         | MOD 2   |         |         |         |
| 1936    | SIATA      |         |         | BRE Rit |         |         |         |         |
| 1937    | Alfa Romeo | NAP 2   |         |         |         |         |         |         |
| 1938    | Alfa Romeo | TRI Rit | NÜR Rit | COC 2   | COC 3   | CAC Rit | CAC Rit | MOD Rit |
| 1939    | Alfa Romeo | TRI Rit | COC 5/3 | CAC 1   |         |         |         |         |
| 1948    | Talbot     | MNZ NQ  |         |         |         |         |         |         |
| 1948    | Ferrari    |         | GAR 6   |         |         |         |         |         |
| 1949    | Ferrari    | BUA 9   |         |         |         |         |         |         |
| 1950    | Maserati   | SNR Rit | BAR 6   |         |         |         |         |         |
| 1950    | Ferrari    |         |         | CAC Rit |         |         |         |         |
| 1950    | Maserati   | BUA 11  | SAM 7   | SAL Rit |         |         |         |         |
| 1952    | PS         | NAP Rit | BAR 6   |         |         |         |         |         |
| Legenda |            |         |         |         |         |         |         |         |